# Ne me quitte pas
 «Ne me quitte pas» (фр. «Не покидай мене») — французька пісня, написана Жаком Брелем у 1959 році. Виконувалася багатьма співаками, перекладена на безліч мов. В англійському варіанті «If You Go Away» перетворилася в поп-стандарт.

## Оригінальний запис
Пісня була записана Жаком Брелем вперше 11 вересня 1959 року, та опублікована на альбомі «La Valse à Mille Temps».
У 1961 році він записав версію пісні фламандською мовою під назвою «Laat Me Niet Alleen».
За тринадцять років після запису оригіналу Брель випустив ще один варіант на його альбомі «Ne me quitte pas», що отримав назву на честь пісні. Цей запис зроблений 20 червня 1972 року.
Рядки «Moi, je t offrirai des perles de pluie venues de pays où il ne pleut pas» цитують музичну тему з «Угорської рапсодії № 6» Ференца Ліста.

## Виконавці
Крім оригінального виконавця пісню успішно співали багато інших артистів: Ніна Сімон, Ширлі Бессі, Френк Сінатра, Фріда Боккара, Том Джонс, Марлен Дітріх, Радміла Караклаїч, Дасті Спрінгфілд, Жюлі Зенатті, Ніл Даймонд, Даліда, Рей Чарльз, Мірей Матьє, Джонні Холлідей, Патрісія Каас, Селін Діон, Шарль Азнавур, Хуліо Іглесіас, Оскар Бентон, Марк Алмонд, Стінг, Ді Ді Бріджуотер, Ін-Грід, Скотт Вокер, Еміліана Торріні, Муслім Магомаєв, Олена Камбурова, Мумій Троль, Брайан Молко, Мадонна, Сінді Лопер, Марк Тішман, Пітер Мерфі, Машру Лейла, ХоЖаЙ, Іггі Поп, Олег Погудін та інші
У фільмі Педро Альмодовара «Закон бажання» пісня звучить у виконанні бразильської співачки Майсен. У жовтні 2009 року Billboard 200 і UK Albums Chart одночасно очолив альбом Барбри Стрейзанд «Love Is the Answer», в який увійшла англійська версія пісні.